# Sollacaro
Sollacaro (Corsicaans: Suddacarò; Italiaans: Sollacarò) is een gemeente in het Franse departement Corse-du-Sud op Corsica en telt 326 inwoners (1999). De plaats maakt deel uit van het arrondissement Sartène.

## Geografie
De gemeente Sollacaro heeft een oppervlakte van 23,89 km², de bevolkingsdichtheid is 13 inwoners per km². De geografische coördinaten zijn 41° 44' N.B. 8° 54' O.L.
In de gemeente ligt een prehistorische archeologische plaats Filitosa.

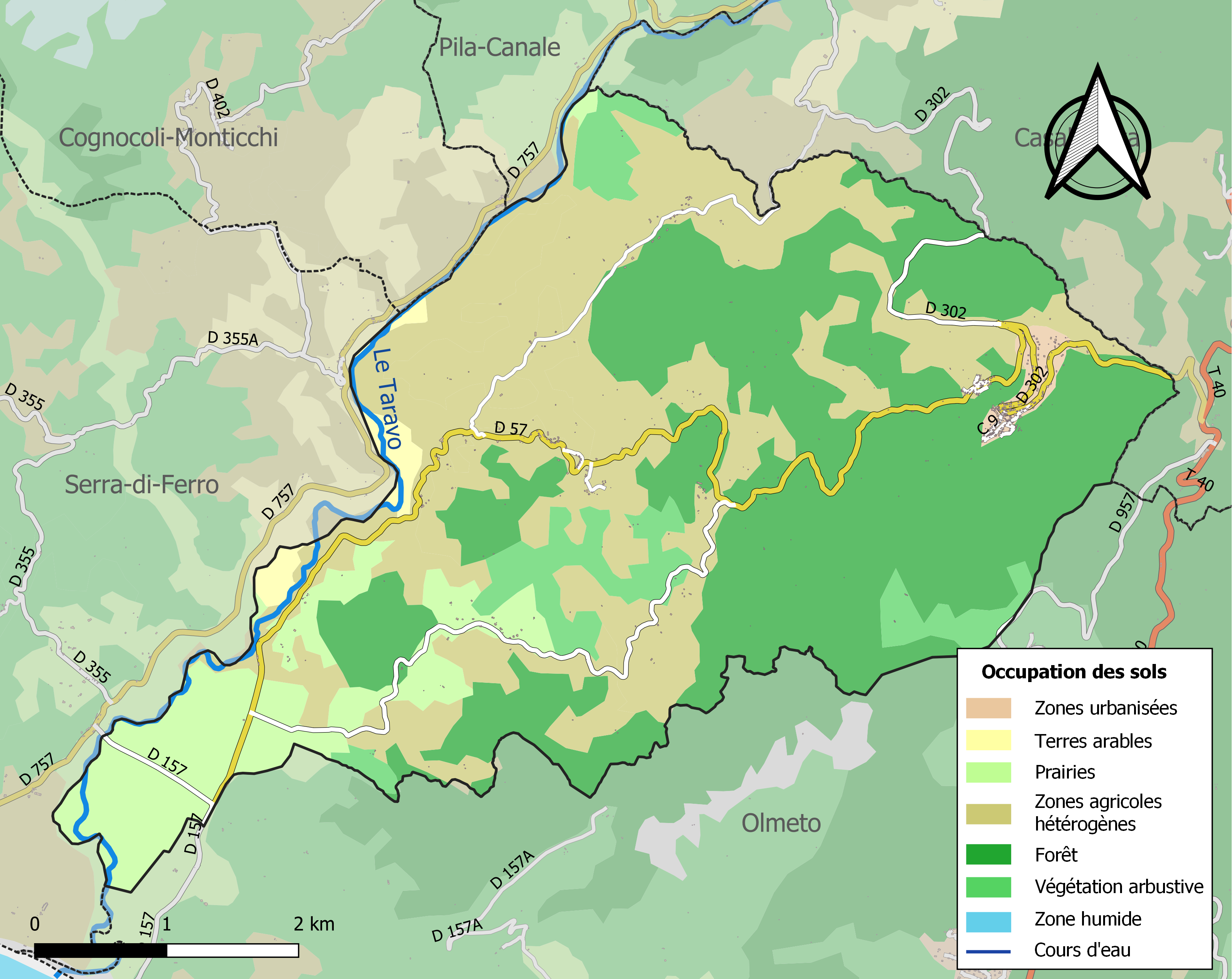
Kaart van de gemeente met de belangrijkste infrastructuur, bodemgebruik en omliggende gemeenten

## Demografie
Onderstaande figuur toont het verloop van het inwonertal (bron: INSEE-tellingen).

Vanwege een beveiligingsprobleem met de MediaWiki Graph-software is het momenteel niet mogelijk deze grafiek weer te geven. Zodra de software is bijgewerkt zal de grafiek vanzelf weer zichtbaar worden.